# Oreneta de casc roig
L'oreneta de casc roig (Cecropis cucullata) és una espècie d'ocell de la família dels hirundínids (Hirundinidae) que habita zones obertes del sud d'Angola, Botswana, Namíbia, Zàmbia, sud de la República Democràtica del Congo, Zimbàbue, sud-oest de Moçambic i Sud-àfrica. El seu estat de conservació es considera de risc mínim.
En diverses llengües rep el nom de "oreneta cap-roja" (Francès: Hirondelle à tête rousse. Espanyol: Golondrina Cabecirrufa).